# يو إف سي 233
يو إف سي 233 (بالإنجليزية: UFC 233)‏ هو حدث لفنون القتال المختلطة نظمته يو إف سي، أُقيم في 26 فبراير 2019، على هوندا سنتر في آناهايم، كاليفورنيا، الولايات المتحدة. أعلنت المنظمة في البداية في 12 ديسمبر 2018 أنه تم «تأجيل» الحدث وسيتم إعادة جدولته إلى تاريخ لاحق. ومع ذلك، تم إلغاء الحدث بشكل كامل في النهاية.